# Niihama
Niihama (新居浜市 Niihama-shi?) este un municipiu din Japonia, prefectura Ehime.